# Bianca Beauchamp
Bianca Beauchamp, ps. „Stéphanie” (ur. 14 października 1977 w Montrealu) – kanadyjska modelka erotyczna, znana z pozowania w lateksowych kostiumach.

## Życiorys
Jej ojciec jest Frankokanadyjczykiem, natomiast matka Włoszką. Biance nadano imię po Biance Jagger.
Mając 18 lat, spotkała studenta fotografii Martina Perreault i zaczęła dla niego pozować. W międzyczasie studiowała francuską literaturę i pedagogikę w Cégepie. Bianca rozpoczęła staż nauczycielski w swojej byłej szkole wyższej, jednak z kontrowersyjnych powodów musiała go zakończyć. Jeden z nauczycieli znalazł jej stronę internetową i w konsekwencji Beauchamp została zmuszona do zamknięcia serwisu na czas odbywania stażu. Bianca wprawdzie zamknęła tymczasowo serwis, jednak następnie ponownie go otworzyła, co w rezultacie spowodowało opuszczenie szkoły na rzecz poświęcenia się karierze modelki.
Beauchamp poddała się dwóm zabiegom powiększania piersi w celu zwiększenia rozmiaru biustu do 32DD. Modelka odrzuca krytykę implantów, uznając ją za obłudną, by pochwalić ludzi za poprawianie swojego intelektu przy równoczesnym potępieniu polepszania własnego ciała.

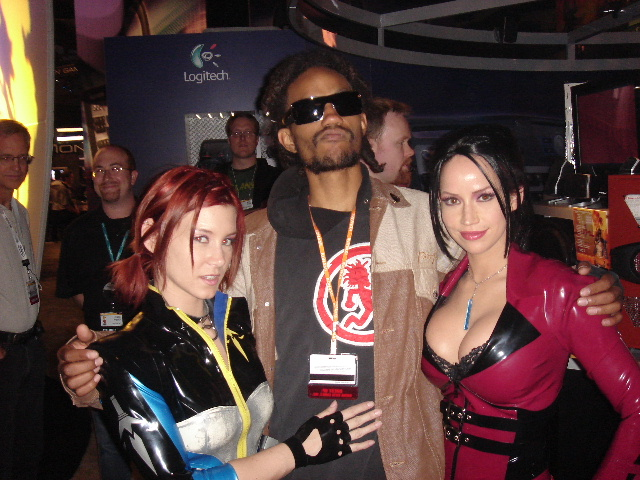
Bianca Beauchamp (pierwsza od prawej) przebrana za postać z gry SiN – Elexis Sinclaire podczas targów E3 (2006)

Beauchamp odnosiła sukcesy w branży modelek preferujących lateks i fetysz, pojawiając się na okładkach wielu magazynów. Bianca była również redaktorem jednej kolumny w magazynie Bizarre, a w styczniu 2007 roku została pierwszą modelką, która wystąpiła sześciokrotnie na okładce tego czasopisma. Jej zdjęcia ukazały się również w kilku specjalnych wydaniach Playboya oraz na okładce książki „Bielizna damska” wydawanej przez Playboy. Bianca pojawiła się dwukrotnie na okładce kanadyjskiego kalendarza Playboyu. We współpracy z producentem gier komputerowych „Ritual Entertainment” Beauchamp użyczyła swojego wizerunku postaci z gry komputerowej SiN Episodes – Elexis Sinclaire.
W 2006 roku Beauchamp wydała książkę własnego autorstwa „Bianca Beauchamp – Fetish Sex Symbol”, która rzutowała na jej karierze modelki, modelki preferującej lateks i fetysz.
W 2007 roku Bianca podjęła współpracę z producentem napojów energetyzujących „Hype Energy” i reprezentowała markę podczas Grand Prix Kanady F1 w Montrealu. W tym samym roku Beauchamp opublikowała własny film dokumentalny „Bianca Beauchamp: All Access” w reżyserii swojego partnera – Martina Perreaulta. Premiera filmu odbyła się w lipcu podczas festiwalu filmowego Fantazja. Wówczas 85-minutowy film Beauchamp został nabyty przez dystrybutora „HALO 8 Entertainment”, a następnie 29 stycznia 2008 doczekał się dwupłytowego wydania DVD.